# آسیاب قدیمی دو کنارون زیر دو
آسیاب قدیمی دو کنارون زیر دو مربوط به دوره قاجار است و در شهرستان ممسنی، بخش رستم، دهستان رستم ۲، ۷۰۰ متری شرق روستای دو کنارون زیر واقع شده و این اثر در تاریخ ۳۰ بهمن ۱۳۸۶ با شمارهٔ ثبت ۲۰۸۶۱ به‌عنوان یکی از آثار ملی ایران به ثبت رسیده است.